# Roger B. Taney
Roger Brooke Taney [ˈtɔːni], född 17 mars 1777 i Calvert County, Maryland, död 12 oktober 1864 i Washington, D.C., var en amerikansk jurist och politiker.
Taney föddes i en familj av förmögna slavägare som odlade tobak. I sin ungdom var han medlem av federalistpartiet. Senare blev han demokrat och tjänstgjorde 1831–1833 som USA:s justitieminister under president Andrew Jackson. Han var även USA:s finansminister 1833–1834.
Taney var USA:s högsta domstols chefsdomare i 36 år. Han tillträdde den 28 mars 1838 och stannade kvar i ämbetet till sin död i ålder av 87 år den 12 oktober 1864, samma dag som hans egen delstat Maryland förbjöd slaveriet.
Han förestavade presidenteden för Martin Van Buren, William Henry Harrison, James Knox Polk, Zachary Taylor, Franklin Pierce, James Buchanan och Abraham Lincoln.
Ett av de mest kända domslut som Taney motiverade var Dred Scott mot Sandford 1857. Enligt det domslutet av USA:s högsta domstol var det emot grundlagen för kongressen att begränsa spridningen av slaveriet från delstater till territorier. Domslutet i fallet Dred Scott innebar vidare att första Missourikompromissen av år 1820 ansågs strida mot grundlagen.